# 獅子吼高原

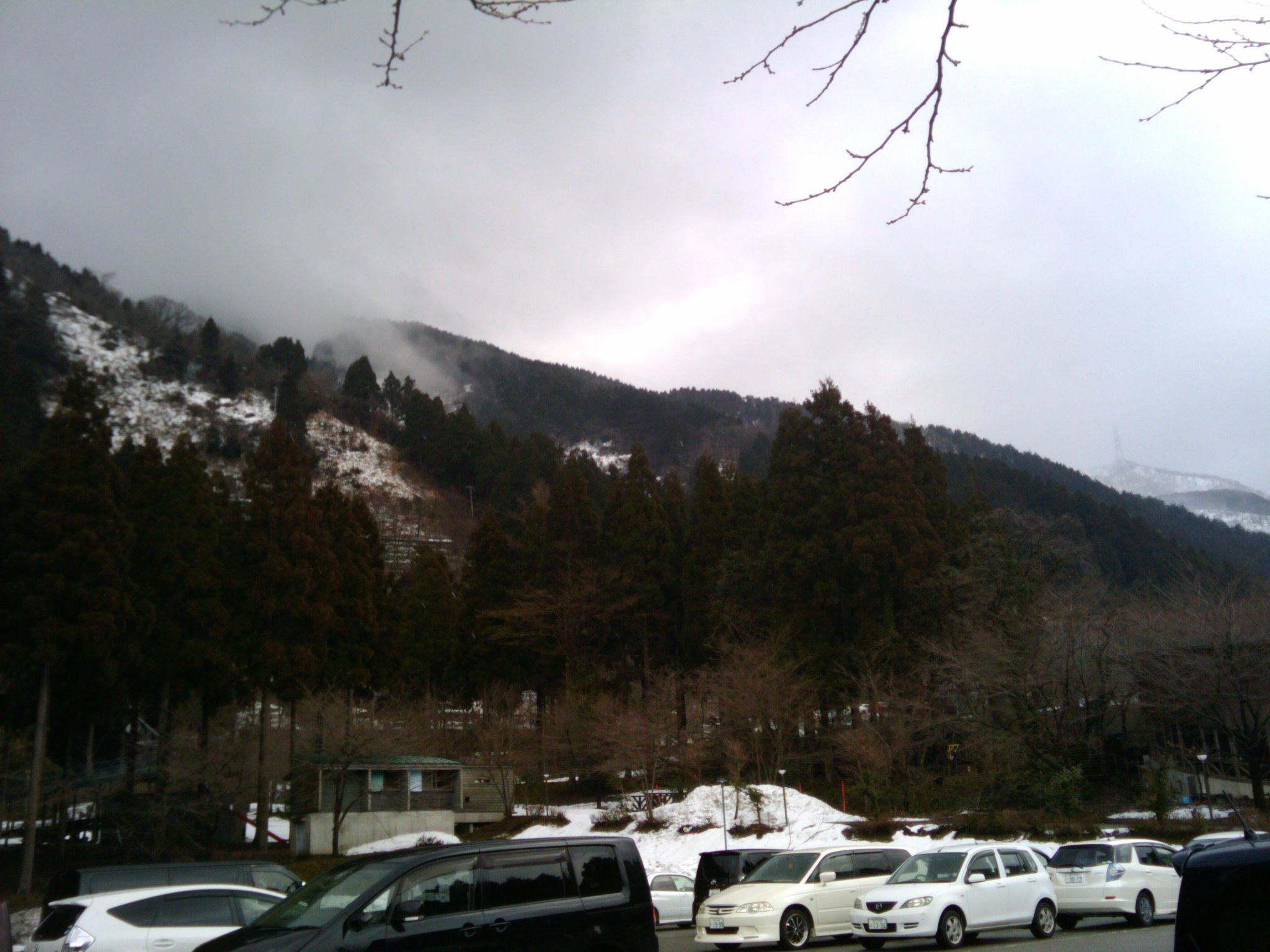
第一駐車場からゴンドラ方面を望む

獅子吼高原（ししくこうげん）とは、石川県金沢市と同県白山市にまたがる後高山（しりたかやま）周辺を、旧石川郡鶴来町が観光開発のため名付け宣伝し周知した地域名である。標高650mの後高山ならびにその周辺のことを「高原」と称している。獅子吼・手取県立自然公園内に位置している。

## 歴史
「獅子吼」の名は、泰澄が白山開山に向かう途中、後高山周辺の4か所で宿泊したことにちなんでいる。当初は「ししゅく」と呼ばれ「四宿」または「止宿」と表記したが、のちに仏教の経典にある「獅子吼」の文字を当てて「ししく」と呼ぶようになった。
獅子吼高原の観光開発は、大正末期に設定された「町営鶴来スキー場」から始まった。それは、次の4つのスロープ（加えて1955年に宮様スロープが開設されるも数年後に閉鎖）を持ち、総面積100万坪に及んだ。
- 小原（おはら）：1928年（昭和3年）完成。昭和40年代から昭和50年代頃は学童のスキー遠足や授業などに使われた[要出典]。現在はパラグライダーの初心者講習用に芝が敷かれ整備されている。
- 後高：のちに「獅子吼高原スキー場」となる。
- 風吹峠
- 獅子吼

1955年（昭和30年）、中部日本スキー大会がこの地で開催された時、臨席していた高松宮にスロープを賞賛されたことをきっかけに、ロープウエイ架設の機運が高まり、1959年（昭和34年）にロープウエイが完成、翌1960年（昭和35年）に「獅子吼高原スキー場」として本格的な営業をスタートした。
当時石川県唯一のスキー場として、また夏シーズンには学校遠足の目的地や手取川扇状地を見渡せる景勝地として、最盛期の1969年（昭和44年）にはロープウエイの利用者数が片道換算で19万人を数えた。しかしこれ以降白山麓に新しいスキー場が次々とオープンしたことや、折からの雪不足により当スキー場の目玉商品でもあった山頂から麓まで滑降する「日本海コース」に雪が付かなくなった事もあり、利用者が激減した。
冬季スポーツ施設として低迷する一方、1980年代はじめ頃からハンググライダーなどスカイスポーツの需要が高まり、徐々に関連施設が整備されていった。そんななかロープウエイやリフト等の施設を管理運営する第3セクターに出資していた名古屋鉄道が資本提携の解消を決め、それに伴い老朽化しつつあったロープウエイの廃止が決定的となる。観光産業の衰退を憂慮した旧鶴来町は、伝統的地場産業の育成と獅子吼高原を中心とする観光産業の再開発を目的として、1996年（平成8年）4月、獅子吼高原山麓に産業公園「パーク獅子吼」を開園。同年6月には新たに4人乗りゴンドラを敷設し、夏でもスキーが楽しめる人工芝スロープと、パラグライダーの離陸場を兼ね備えたレジャー施設「スカイ獅子吼」が山頂にオープンした。

### 年表
- 1959年（昭和34年）12月21日 - 獅子吼高原ロープウェーが開業[2]。第三セクターの鶴来観光開発が山頂ゲレンデとともに運営[3]。
- 1995年（平成7年）9月11日 - ロープウェーの運行が終了[4]。
- 1996年（平成8年）
  - 4月27日 - パーク獅子吼が開業[5]。
  - 6月28日 - スカイ獅子吼が開業[5]。ゴンドラの営業運行を開始[5][6]。なお、国土交通省への届出日付は4月26日となっている[7]。
- 2016年（平成28年）4月6日 - ゴンドラの運行主体をシンクラン（開業当初はアトム運輸）からスノーエリアマネジメント白山（SAM白山）[7]に変更し営業再開[8]。

## スカイ獅子吼

### 概要
標高650mに位置しており、手取川やその扇状地が一望できる。白山市地域振興公社が指定管理者として運営している。

### 主な施設
施設の詳細は、外部リンク記載の公式サイトを参照。
- スカイスポーツ施設
  - 離陸場
- 「高原のレストラン」
- 「高原カート」： 山頂を一周する手動運転カート
- 獅子吼高原キャンプ場
- スカイ獅子吼バーベキュー場
- 獅子吼白山比咩神社…白山比咩神社の分社
- 奥獅子吼山への登山道

### ゴンドラ
1996年にロープウェイからゴンドラに変更して運行を開始した。スノーエリアマネジメント白山が事業者となっているが、実際の運行は指定管理者の白山市地域振興公社となっている。
- 全長（傾斜長）：1073m[6][7]
- 高低差：445m[6]
- 最大勾配：31度32分[6]
- 最高運転速度：4メートル毎秒[6]
- 所要時間：5分[6]
- 走行方式：単線自動循環式（反時計回り）[6]
- 搬器（ゴンドラ）
  - メーカー：天龍工業（1996年製）[6]
  - 定員：4人[6]
- 駅数：2駅（山麓停留場・山頂停留場）[7]

## パーク獅子吼

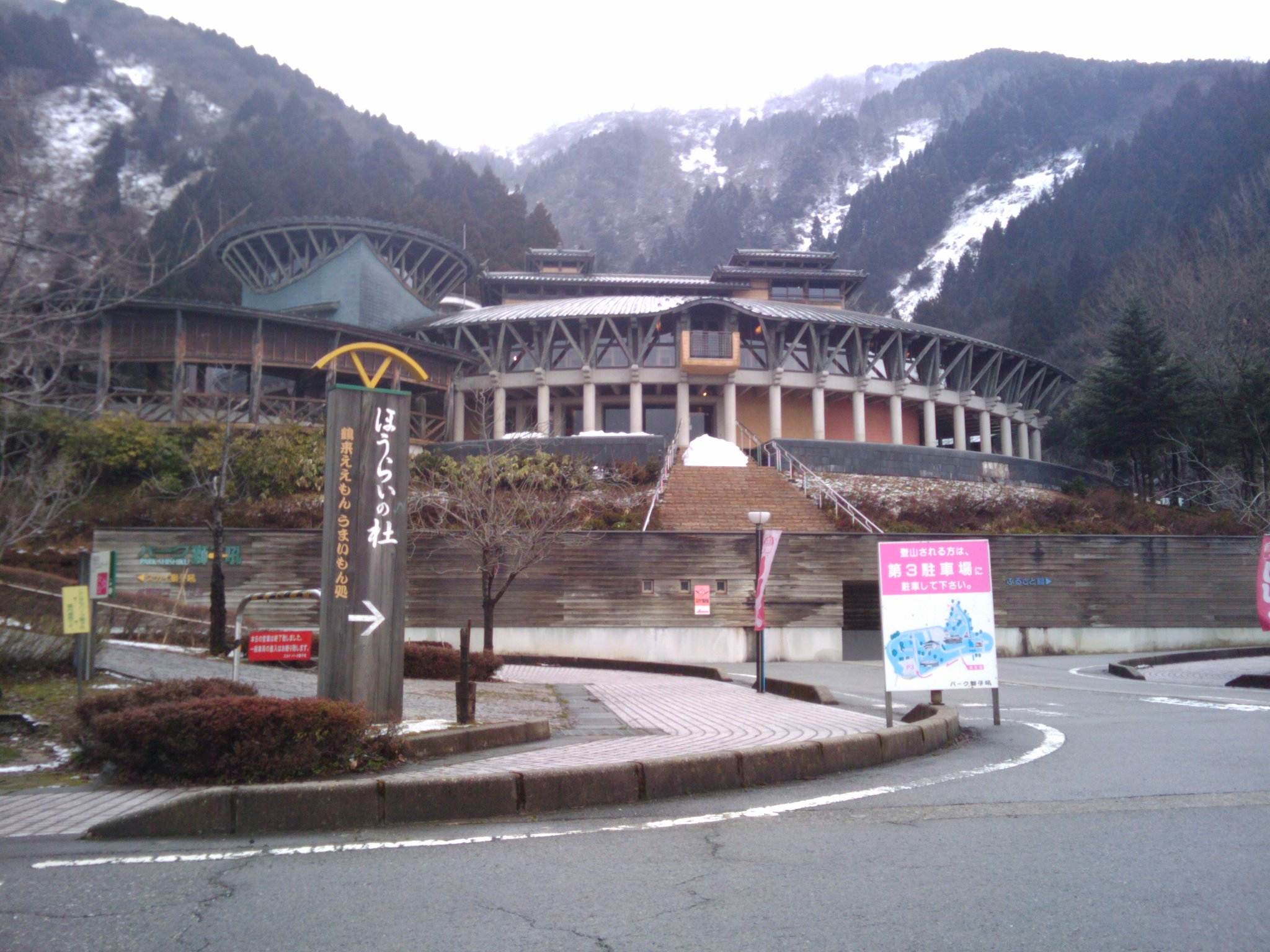
パーク獅子吼入口

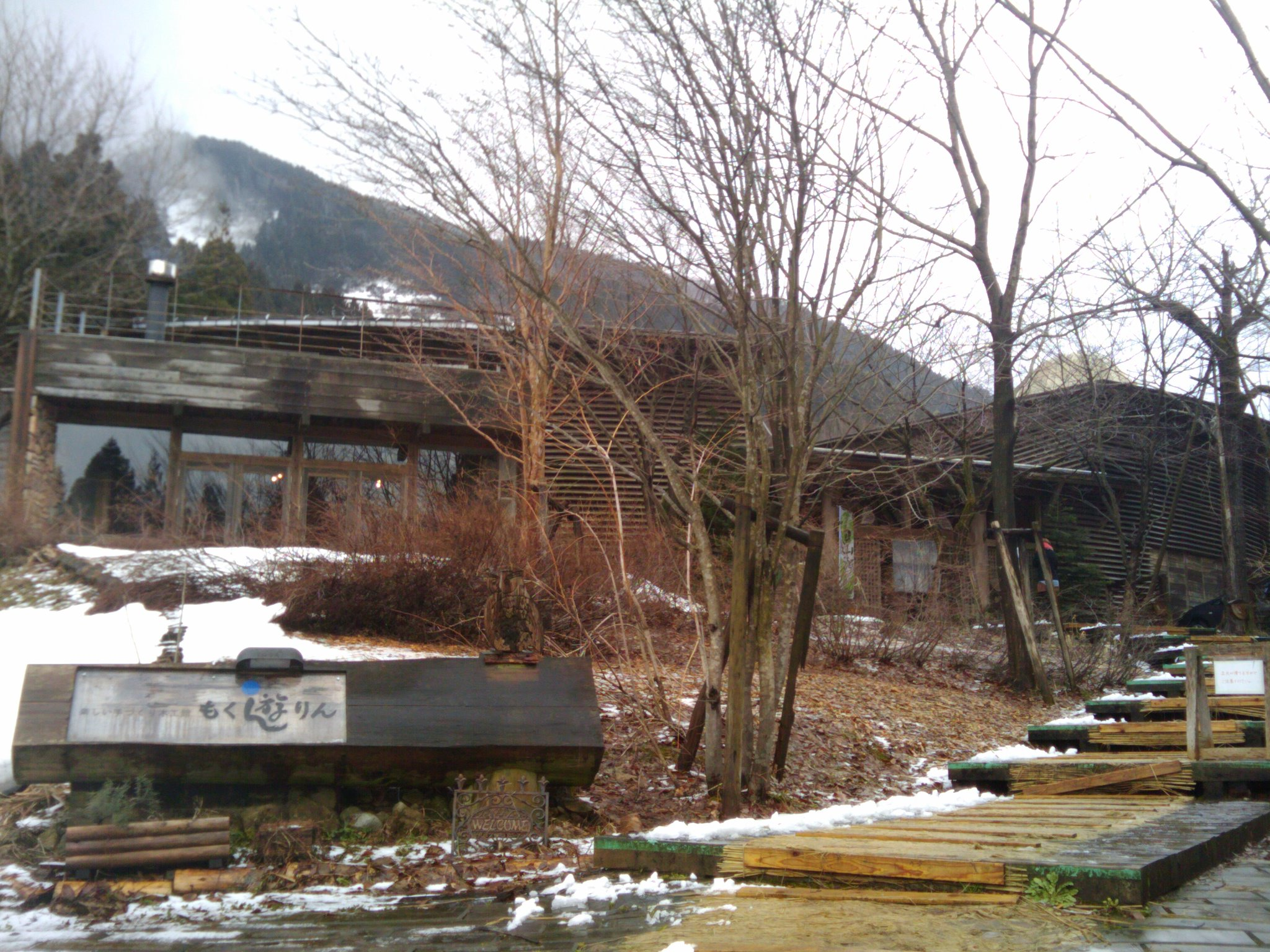
もく遊りん

### 概要
地場産業の育成と観光事業の再開発を目的として、旧鶴来町が1996年（平成8年）4月に開園した産業公園である。ゴンドラ山麓駅周辺を囲むようにして、鶴来の伝統的な地場産業や風習などを紹介する施設や、イベント施設などが点在する。スカイ獅子吼と同様に、白山市地域振興公社が指定管理者となっている。

### 主な施設
施設の詳細は、外部リンク記載の公式サイトを参照。
- 獅子ワールド館[10]
- ふれあい館[10]
- ふるさと館[10]
- 造り物の館[10]

## 交通アクセス
以下はパーク獅子吼（山麓）へのアクセス情報である。林道風吹線や林道犀鶴線からスカイ獅子吼（山頂）敷地内へ通じる道は一般車両通行禁止であり、スカイ獅子吼へはパーク獅子吼からゴンドラまたは徒歩での移動となる。
公共交通
北陸鉄道 石川線 鶴来駅から北鉄白山バス一の宮バス停下車。
車
北陸自動車道 白山インターチェンジから南へ約40分。